# Nãng Sơn
Nãng Sơn hay Đãng Sơn (chữ Hán giản thể: 砀山县, âm Hán Việt: Nãng Sơn huyện hay Đãng Sơn huyện) là một huyện của địa cấp thị Tú Châu Cộng hòa Nhân dân Trung Hoa.
- Trấn: Nãng Thành (Đãng Thành), Tây Nam Môn, Lý Trang, Đường Trại, Cát Tập, Chu Trại, Huyền Miếu, Quan Trang Bá, Tào Trang, Quan Đế Miếu, Chu Lâu, Văn Trang, Trình Trang, Lương Lợi.
- Hương: Quyền Tập, Lư Ám Lâu, Triệu Truân, Hoàng Lâu.